# Олешків (зупинний пункт)
Оле́шків — залізничний пасажирський зупинний пункт Івано-Франківської дирекції залізничних перевезень Львівської залізниці.
Розташований у селі Олешків Снятинського району Івано-Франківської області на лінії Коломия — Чернівці-Північна між станціями Заболотів (3 км) та Видинів (6 км).
Станом на серпень 2019 року щодня чотири пари дизель-потягів прямують за напрямком Коломия — Чернівці.